# Вилучення
Вилучення
1. Процес отримання будь-якого компонента з корисної копалини або суміші речовин.
2. Оцінка (міра) повноти використання запасів родовищ корисних копалин при видобутку, повноти добування компонента з вихідної сировини в концентрат при збагаченні видобутої мінеральної сировини. Вилучення обчислюється як відношення кількості вилученої речовини або компонента, що перейшов внаслідок того або іншого процесу у відповідний продукт (видобуту руду, вугілля, концентрат, штейн тощо), до її кількості у вихідній сировині (родовищі, руді, вугіллі, шихті тощо), виражається у %, або частках одиниці.
3. Для збагачення вугілля характерним показником розділення є вилучення горючої маси в концентрат.